# گابریل تاماس
گابریل تاماس (رومانیایی: Gabriel Tamaș؛ زادهٔ ۹ نوامبر ۱۹۸۳) یک بازیکن فوتبال اهل رومانی است.
از باشگاه‌هایی که در آن بازی کرده‌است می‌توان به دینامو بخارست، اوسر، سلتاویگو، اسپارتاک مسکو، گالاتاسرای، باشگاه فوتبال وست برومویچ آلبیون، باشگاه فوتبال دونکستر راورز، استوا بخارست، سی‌اف‌آر کلوژ، دینامو بخارست، باشگاه فوتبال واتفورد، باشگاه فوتبال کاردیف سیتی و تیم ملی فوتبال رومانی اشاره کرد.